# Розділяй і вибирай
Розділяй і вибирай (також "Ріж і вибирай" або "Я ріжу, ти вибираєш") - це процедура справедливого розподілу певного ресурсу між двома сторонами, наприклад, "пиріг". Вона передбачає наявність якогось товару або ресурсу (найпростішим прикладом є пиріг) і двох партнерів, які мають різні уподобання щодо його частин. Розділ відбувається наступним чином: одна особа ("катер") розділяє пиріг на дві частини; інша особа обирає одну з частин; "катеру" залишається інша частина.
Ця процедура використовувалася ще з давніх часів для розподілу землі та інших ресурсів між двома сторонами. Наразі існує ціла галузь досліджень, яка називається "справедливий розподіл пирога", яка розвиває та узагальнює метод "розділяй і вибирай".

## Історія
Метод "розділяй і вибирай" згадується ще в Біблії, в Книзі Буття (розділ 13). Коли Авраам і Лот приходять до землі Ханаанської, де Авраам пропонує Лоту розділити її. Тоді Авраам, прийшовши з півдня, ділить землю на "ліву" (північну) частину і "праву" (південну) частину, і надає Лоту право вибору. Лот обирає східну частину, де знаходиться Содом і Гоморра, в той час як Авраамові залишається західна частина, з Беер-Шевою, Хевроном та Бетел і Сихемом.

Конвенція ООН з морського права застосовує процедуру, схожу на принцип "розділяй і вибирай", для розподілу ділянок в океані між країнами. Розвинена держава, яка подає заявку на отримання дозволу на видобуток корисних копалин в океані, повинна підготувати дві ділянки приблизно однакової цінності, дозволивши  ООН обрати одну з них для резервування розвиваючим країнам, з ціллю отримання іншої ділянки для видобутку корисних копалин.
"Кожна заявка має охоплювати достатньо велику загальну площу з відповідною комерційною цінністю, щоб дозволити проведення двох видобувних процесів з однакової цінності...". Протягом 45 днів після отримання таких даних орган визначає, яка частина має бути ним зарезервована. Визначена ділянка резервується по затвердженню плану робіт незарезервованої ділянки та підписанню контракту".

## Аналіз
Принцип "розділяй і вибирай" не викликає заздрощів у наступних випадках: кожен з двох партнерів має діяти таким чином, щоб гарантувати, що, на його суб'єктивний смак, його виділена частина, є щонайменше такою ж цінною, як і частина іншого партнера, незалежно від його дій. Ось як може діяти кожен з партнерів:
"Катер" може розрізати торт на дві частини, які він вважає рівними. Тоді, незалежно від того, що робить "той, хто обирає", у нього залишається шматок, рівноцінний іншому.
"Той, хто вибирає" може обрати той шматок, який він вважає більш цінним. Тоді, навіть якщо "катер" розділив торт на дуже нерівні (на думку, "того хто вибирає") шматки, у "того, хто вибирає" все одно немає причин скаржитися, тому що він вибрав той шматок, який є більш цінним на його думку.
Для стороннього спостерігача такий розподіл може здатися несправедливим, але для двох партнерів він є справедливим - жоден з них не заздрить іншому.
Якщо функції цінності партнерів є адитивними, то принцип "розділяй і вибирай" також є пропорційним у наступному випадку: кожен партнер може діяти так, щоб гарантувати, що його частка матиме вартість не менше половини від загальної вартості. Це пояснюється тим, що при адитивних оцінках кожен поділ здійснений без заздрощів також є пропорційним.
Протокол працює як для розподілу бажаного ресурсу (як при справедливому розподілі пирога), так і для розподілу небажаного ресурсу (як при розподілі обов'язків).
"Розділяй і вибирай" передбачає, що сторони мають рівні права і бажають самі вирішити питання про розподіл або скористатися медіацією, а не арбітражем. Вважається, що товар можна поділити будь-яким способом, але кожна сторона може оцінювати його частини по-різному.
"Катер" зацікавлений в тому, щоб поділити якомога справедливіше: якщо він цього не зробить, то, швидше за все, отримає небажану частину. Це правило є конкретним застосуванням концепції завіси незнання.
Метод "розділяй і вибирай" не гарантує, що кожен партнер отримає рівно половину, і тому не є точним розподілом. Не існує кінцевої процедури точного поділу, але його можна здійснити за допомогою двох рухомих ножів; див. процедуру рухомий ніж Остіна.

## Узагальнення та вдосконалення

### Розподіл між більш ніж двома партнерами
Метод "розділяй і вибирай" діє лише при участі двох сторін. Коли сторін більше, можна використовувати інші процедури розподілу, такі як метод останнього меншого або протокол Евен-Паза. Мартін Гарднер популяризував проблему розробки аналогічної справедливої процедури для більших груп у своїй статті "Математичні ігри" в журналі Scientific American у травні 1959 року. Пізніше Азіз і Мккензі розробили ще один метод.

### Ефективний розподіл
Метод "розділяй і вибирай" може призвести до неефективного розподілу. Одним із поширених прикладів є пиріг, який наполовину складається з ванілі та наполовину з шоколаду. Припустимо, що Боб любить тільки шоколад, а Керол - тільки ваніль. Якщо Боб розрізає торт і не знає про вподобання Керол, його безпечна стратегія полягає в тому, щоб розділити торт так, щоб кожна половина містила рівну кількість шоколаду. Але тоді, незалежно від вибору Керол, Боб отримає лише половину шоколаду, і розподіл явно не є ефективним. Цілком можливо, що Боб, через своє невігластво, покладе всю ваніль (і деяку кількість шоколаду) в одну з більших частин, так що Керол отримає все, що вона хоче, а він отримає менше, ніж міг би отримати шляхом переговорів.
Якби Боб знав вподобання Керол і гарно ставився до неї, він міг би розрізати торт на повністю шоколадний і повністю ванільний шматки, Керол вибрала б ванільний шматок, а Боб отримав би весь шоколад. З іншого боку, якщо він не поважає Керол, він може розрізати торт на трохи більше половини ванілі в одній частині і решту ванілі і весь шоколад в іншій. Керол також може мати варіант взяти частину з шоколадом, щоб насолити Бобу. Існує процедура, яка дозволяє вирішити навіть цю проблему, але вона не є дуже стабільною. Були розроблені більш практичні рішення, які не можуть гарантувати оптимальність, але набагато кращі за метод "розділяй і вибирай", зокрема, процедура скоригованого переможця (СП) і процедура надлишку (ПН).

## Дивіться також
- Market maker – суб'єкт біржової торгівлі, учасник фінансових ринків, який пропонує купити або продати за певною ціною
- Resource allocation – розподіл ресурсів між можливими напрямками використання